# Titus Prifernius Paetus Labeo
Titus Prifernius Paetus est un sénateur et un homme politique de l'Empire romain.

## Famille
Son nom complet est « Titus Prifernius Paetus Rosianus Nonius (Agric)ola Caius Labeo (T)et(tius Geminus?) » ; il est le fils de Titus Prifernius Paetus Rosianus Geminus, consul suffect en 123, et le petit fils de Titus Prifernius Paetus, consul suffect en 96.

## Biographie
Le premier poste enregistré occupé par Paetus était l'un des decemviri stlitibus judicandus , l'une des quatre magistratures qui composaient les vigintiviri . Puis, vers les années 125/130, il servit comme tribun militaire dans la Legio X Fretensis, stationnée en Judée. À son retour à Rome, il a occupé les magistratures romaines traditionnelles - questeur, tribun plébéien et préteur - le tout avec la recommandation de l'empereur Hadrien. Edward Dabrowa attribue cette faveur à l'intercession de son père ou de l'avocat bien connu et ami de l'empereur, son beau-frère Publius Pactumeius Clemens. Selon Ronald Syme, Clemens était questeur du père de Paetus, lorsqu'il était gouverneur proconsulaire d'Afrique,.
Après avoir servi comme préteur, Paetus est devenu legatus legionis ou commandant d'une légion dont le nom n'a pas été conservé (les deux unités les plus probables sont Legio XIV Gemina ou Legio IV Scythica), puis gouverneur de Gallia Aquitania ; Géza Alföldy propose les dates de cet office entre 142 et 145 environ. Dabrowa note: "Ce poste était d'une grande importance car à cette époque il promettait une promotion rapide au consulat."  Il est consul suffect en mai-juin 146 avec pour collègues Publius Mummius Sisenna Rutilianus.
Après le consulat, Paetus fut admis au collège des augures. Il occupe également une série de charges consulaires : curator alvei Tiberis et cloacarum Urbis, praefectus alimentorum ; puis deux proconsulat, celui de la Dalmatie de 153 à 156 et l'apogée d'une carrière sénatoriales, gouverneur proconsulaire d'Afrique en 160 /161.